# Кайсслер, Карл фон
Карл фон Ка́йсслер (нем. Karl Ritter von Keissler; 1872—1965) — австрийский ботаник, известный своими многочисленными публикациями по лихенологии.

## Биография
Карл фон Кайсслер родился в Вене 13 апреля 1872 года в семье Карла фон Кайсслера и Луизы Майльванк. Учился на философском факультете Венского университета, в 1895 году окончил его со степенью доктора философии. С 1895 по 1899 работал в Ботаническом саду при университете. В июне 1899 года Кайсслер перешёл в Ботаническое отделение Венского музея естествознания. В 1919 году он стал первоклассным куратором.
В 1906 году Карл женился на Эмме Айгнер (ум. 4 февраля 1954).
31 июля 1924 года Карл фон Кайсслер был назначен надворным советником (Hofrat). С 1 января 1925 года он работал директором Ботанического отделения Музея естествознания. В 1934 году Кайсслер был удостоен золотой медали «За заслуги перед Австрийской Республикой».
Кайсслер был автором двух томов второго издания «Криптогамической флоры Рабенхорста», посвящённых лишайникам.
Карл фон Кайсслер скончался 9 января 1965 года от острой почечной недостаточности в возрасте 92 лет.

## Некоторые научные работы
- Zahlbruckner, A.; Krasser, F.; Keissler, K. (1901). Die Entwicklung der Morphologie, Entwicklungsgeschichte und Systematik der Kryptogamen. 40 p.
- Keissler, K. (1923). Einige interessante Flechten-Parasiten aus dem Herbar Upsala. 24 p.
- Keissler, K. in Rabenhorst's Kryptogamen-Flora ed. 2:

Fungi. Vol. 8: pp. 1-712. — 1930.
Moriolaceae. Vol. 9(I,1): pp. 1—43. — 1933.
Lichenes. Vol. 9(I,2): pp. 1—784, 842—846. — 1937—1938.

## Роды, названные в честь К. Кайсслера
- Keissleria Höhn., 1918 [= Broomella Sacc., 1883]
- Keissleriella Höhn., 1919
- Keisslerina Petr., 1920 [= Dothiora Fr., 1849, nom. cons.]
- Keissleriomyces D.Hawksw., 1981
- Neokeissleria Petr., 1920 [= Melanconis Tul. & C.Tul., 1863]